# معركة تيغرانوسيرتا
مَعْرَكة تيغرانوسَيرتاْ (بالأرمينية: Տիգրանակերտի ճակատամարտ) دَارَتْ رَحَاها يَوم 6 أكتوبَر 69 قبل المِيلاد بينَ قوات الجُمهورية الرومانية بقيادة القُنصُل لوكولوس وجَيش مَملكة أرمينيا بقيادة المَلك ديكرانوس الكبير، خِلال فَترت الحرب الميثراداتسية الثالثة والتي دارَت رحاها بينَ الجُمهورية الرومانية وميثريداتس السادس مَلك مَملكة البنطس. أنتَهت المَعركة بنَصر حاسِم للجمهورية الرومانية، ونتيجة لذلك سَقَطت عاصِمة مَملكة أرمينيا.

## خلفية

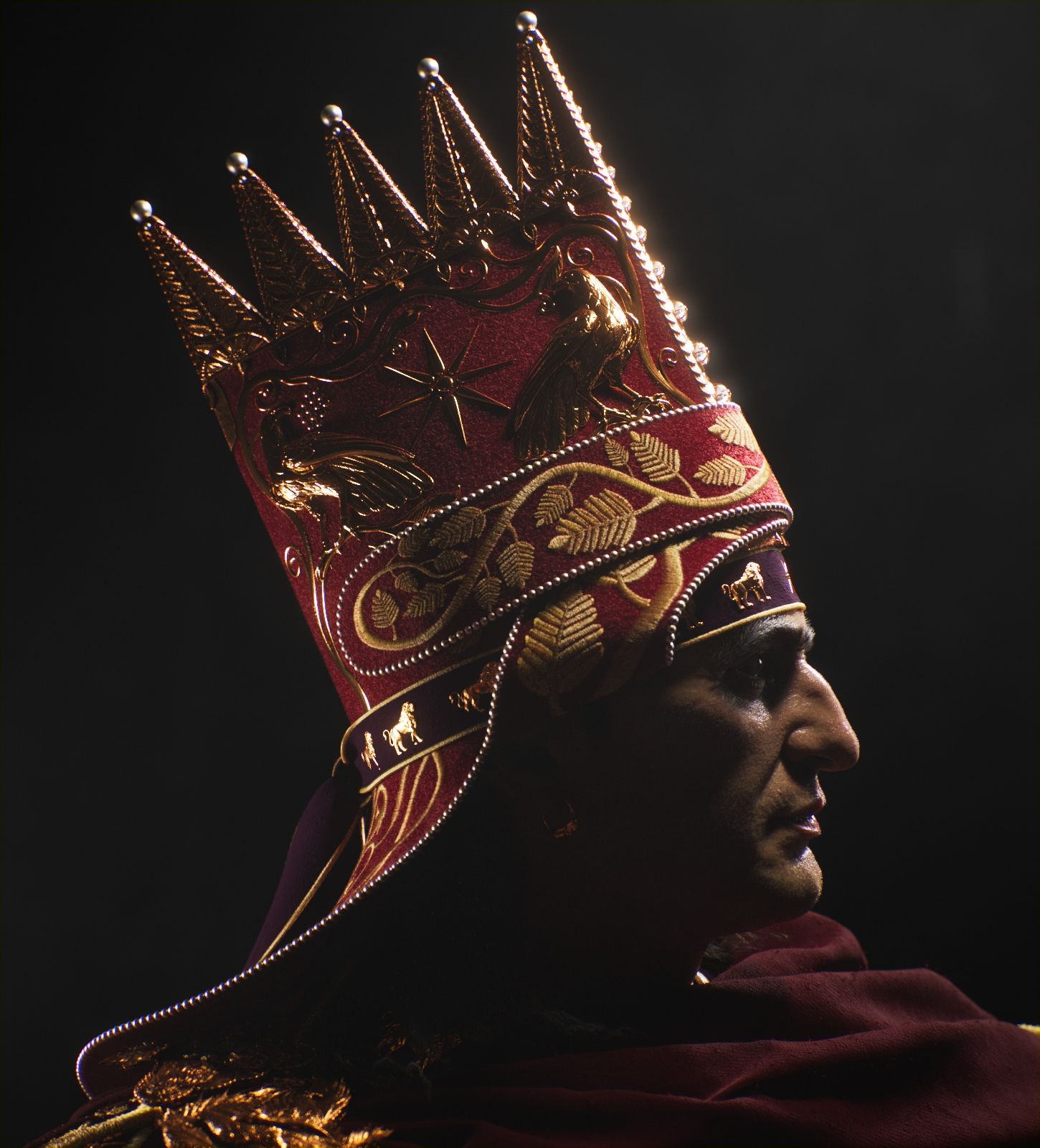
ديكرانوس الكبير مَلك مَملكة أرمينيا.

أدى توسع ديكرانوس في الشرق الأدنى إلى إنشاء إمبراطورية أرمينية امتدت عبر المنطقة بأكملها تقريبًا. مع ميثريداتس السادس والد زوجته وحليفه الذي يؤمن الجناح الغربي للإمبراطورية، كان ديكرانوس قادرًا على احتلال الأراضي في بارثيا وبلاد ما بين النهرين وضم أراضي بلاد الشام. في سوريا، بدأ تشييد مدينة تيغرانوسيرتا، والتي سماها باسمه، واستورد عددًا كبيرًا من الشعوب، بما في ذلك العرب واليونانيين واليهود، لسكانها. سرعان ما أصبحت المدينة المقر الرئيسي للملك في سوريا وازدهرت كمركز كبير للثقافة الهلنستية، وشُيدت المسارح والحدائق ومناطق الصيد.
ومع ذلك، كانت فترة الهيمنة الأرمنية على المنطقة تقترب من نهايتها نَتيجة سلسلة من الانتصارات الرومانية خِلال الحروب الميثراداتسية. كان الاحتكاك بين الاثنين قائما لعدة عقود، على الرغم من أنه خلال الحرب الميثراداتسية الثالثة، أحرزت الجيوش الرومانية بقيادة لوكولوس تقدمًا كبيرًا ضد ميثريدس، مما أجبره على اللجوء إلى ديكرانوس. أرسل لوكولوس سفيراً اسمه أبيوس كلوديوس إلى أنطاكية لمطالبة ديكرانوس بتسليم والد زوجته؛ إذا رفض، ستواجه أرمينيا الحرب مع روما. رفض ديكرانوس مطالب أبيوس كلوديوس، مشيرًا إلى أنه سيستعد للحرب ضد الجُمهورية.
اندهش لوكولوس عند سماعه هذا في عام 70، وبدأ في الاستعداد لغزو فوري لأرمينيا. على الرغم من أنه لم يكن لديه تفويض من مجلس الشيوخ للسماح بمثل هذه الخطوة، فقد حاول تبرير غزوه على أنَ عدوه الملك ديكرانوس وليس رعاياه. في صيف 69، سار بقواته عبر كابودوكيا ونهر الفرات ودخل مقاطعة تسوبك الأرمنية، حيث تقع تيغرانوسيرتا.

## مُقَدمه

### حِصار تيغرانوسيرتا
لم يُذهَل ديكرانوس، الذي كان يقيم في تيغرانوسيرتا في صيف 69، من سرعة تقدم لوكولوس السريع إلى أرمينيا فحسب، بل من حقيقة أنه أطلق مثل هذه العملية في المقام الأول. غير قادر على التَعامُل مع هذا الواقع لفترة معينة من الزمن، أرسل متأخراً جنرالاً يدعى ميثروبارزانيس مع 2000-3000 من الخَيالة لإبطاء تقدم لوكولوس، لكن تَمَ هَزيمَتهم من قبل 1600 خَيال بقيادة سكستيليوس، واحد من الليغاتوس الذين يخدمون تحت لوكولوس. علمًا بهزيمة ميثروبارزانيس، أوكل ديكرانوس الدفاع عن مدينته إلى جِنِراله مانكايوس وغادر لتجنيد قوة مقاتلة في جبال طوروس. كان ليغاتوس لوكولوس قادرين على تعطيل مفرزتين منفصلتين كانت قادِمه لمساعدة ديكرانوس، وحتى تحديد موقع قوات الملك والاشتباك معها في وادٍ في جبال طوروس. اختار لوكولوس عدم ملاحقة ديكرانوس كَونَ الطريق نحوَ تيغرانوسيرتا أصبَحَ بالمُتَناول؛ لذلك تقدم وبدأ يحاصرها.
كانت تيغرانوسيرتا لا تزال مدينة غير مكتملة عندما حاصرها لوكولوس في أواخر صيف عام 69. كانت المدينة محصنة بشكل كبير ووفقًا للمؤرخ اليوناني أبيان، كان لديها جدران سميكة وشاهقة يبلغ ارتفاعها 25 مترًا، مما يوفر دفاعًا هائلاً ضد فترة طويلة من الحصار. تم صد محركات الحصار الرومانية التي تم استخدامها في تيغرانوسيرتا بشكل فعال من قبل المدافعين عن طريق استخدام النافثا، مما جعل مَعْرَكة تيغرانوسَيرتاْ، وفقًا لأحد المؤرخين، «ربما تَكون أول حرب كيماوية في العالم.» 
ومع ذلك، نظرًا لأن ديكرانوس قد طردَ بالقوة العديد من سكانها من أراضيهم الأصلية وجلبوهم إلى تيغرانوسيرتا، فقد أصبح ولائهم للملك موضع شك. سرعان ما أثبتوا عدم موثوقيتهم: عندما ظهر ديكرانوس وجيشه على تل يطل على المدينة، «استقبل السُكان ظهوره بالصراخ والضجيج، ووقفوا على الجدران، وكانوا يهددون الأرمن بالرومان».

### القوات

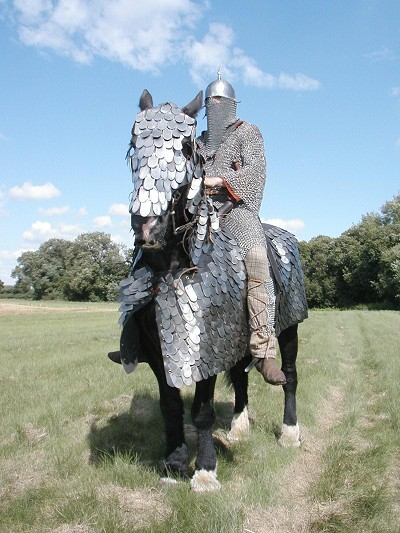
خَيالة "الكاتافراكتس" المُدَرعين بالزُرد ، أستَعملهم المَلك ديكرانوس الكَبير في مَعْرَكة تيغرانوسَيرتاْ.

يدعي أبيان أن لوكولوس قد خرج من روما بفيلق واحد فقط؛ عند دخول الأناضول لشن حرب ضد ميثريداتس، أضاف أربعة فيالق أخرى إلى جيشه. يتألف الحجم الإجمالي لهذه القوة من 30000 مشاة و 1600 سلاح خَيالة. بعد انسحاب ميثريدتس إلى أرمينيا، يقدر أبيان أن قوة غزو لوكولوس كانت فقط فيلقين و 500 خَيالة،  على الرغم من أنه من غير المحتمل أن يقوم بغزو أرمينيا بمثل هذا الجيش الصغير. بَينما أعطى بلوتارخ 16000 من المشاة الثقيلة و 1000 من سلاح الخَيالة والقلاع والرماة للرومان في تيغرانوسيرتا. من بين هؤلاء، لم يشارك 6000 من المشاة الثقيلة في المعركة. وضع إوتروبيوس الجيش الروماني في 18000 رجل. المؤرخ أدريان شيرون وايت يضع حجم قوة لوكولوس في 12000 من الفيلق المخضرم (يتألف من ثلاثة فيالق)، و 4000 من سلاح الخَيالة الإقليمي والمشاة الخفيفة. تم تعزيز الجيش الروماني بعدة آلاف من المشاة وسلاح الخَيالة الحلفاء من غلاطية وتراقيين وبيثيني، مما يمنح لوكولوس قوة محتملة تصل إلى 40000.
من الواضح أن جيش ديكرانوس يتمتع بتفوق عددي على جيش لوكولوس. وفقًا لأبيان، بلغ عددهم 250.000 مشاة و 50.000 من سلاح الخَيالة. وفقًا لبلوتارخ، ذكر لوكولوس في رسالة إلى مجلس الشيوخ أنه قاتل 20 ألفًا من الرماة، و 55 ألفًا من سلاح الخَيالة، بما في ذلك 17 ألفًا مُشاة مدرعًا بالزُرد، و 150 ألفًا من المشاة الثقيلة و 35 ألفًا من غير المقاتلين ليصبح المجموع 225 ألف جندي و 35 ألفًا من غير المقاتلين. ذهب إوتروبيوس إلى أبعد من ذلك، مدعيا 600000 كاتافراكت أرميني و 100000 من المشاة. أعطى مؤرخ من هيراكليا تَقدير أكثر تواضعًا 80000 من المشاة والخَيالة. يقول المؤرخ فليغون من تراليس إن ديكرانوس كان لديه 70.000 رجل، بما في ذلك 30.000 من سلاح الخَيالة و 40.000 من المشاة. ومع ذلك، يشك العديد من الخبراء في هذه الأرقام كًَونها لا تعكس بدقة العدد الحقيقي لجيش ديكرانوس ويعتقدون أنها مبالغ فيها للغاية. كتب بعض المؤرخين، وأبرزهم بلوتارخ، أن ديكرانوس اعتبر جيش لوكولوس صغيرًا جدًا، وعند رؤيته، نُقل عنه قوله «إذا جاءوا كسُفراء، فإنهم كثيرونْ؛ وإذا جاءوا كجُنودا، فإنهم قليلونْ»،  على الرغم من أن البعض أعرب عن شكوكه في صحة هذا الاقتباس. في عام 1985، قدر روبن ماناسيريان جيش ديكرانوس بـ 80.000-100.000 رجل. كما امتلك ديكرانوس عدة آلاف من الكاتافراكتس، وسلاح خَيالة مدرع للغاية، كانوا يرتدون دروع الزُرد ومسلحين بالرماح والأقواس.

### المَعركة

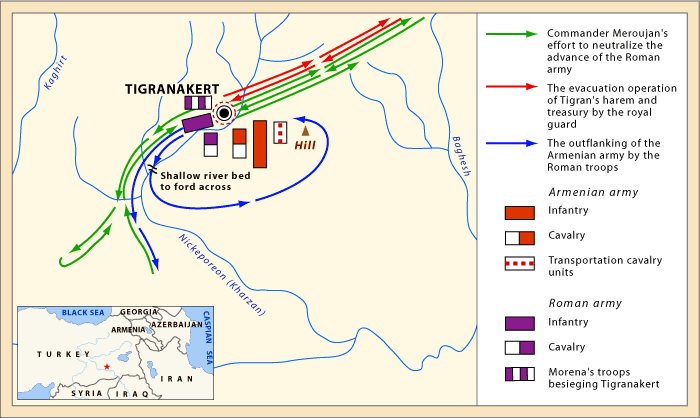
مُخَطط مَعْرَكة تيغرانوسَيرتاْ.

تَقابَلَ الجيشان غِندَ نهر باتمان-سو قليلاً إلى الجنوب الغربي من تيغرانوسيرتا. تمركز جيش ديكرانوس على الضفة الشرقية للنهر بينما التقى لوكولوس، الذي ترك قوه خلفيه قوامه 6000 من المشاة الثقيلة تحت قيادة مورينا لمواصلة حصار المدينة، بالجيش الأرمني على الضفة الغربية للنهر. يتكون الجيش الأرمني من ثلاثة أقسام. قاد اثنان من الملوك التابعين لديكرانوس الجناحين الأيسر والأيمن، بينما قاد ديكرانوس قواته في الوسط. وقف بقية جيشه أمام تل، وهو موقع سرعان ما استغله لوكولوس.
حاولت القوات الرومانية في البداية ثني لوكولوس عن الانخراط في المعركة، منذ 6 أكتوبر كان يوم معركة أراوسيو الكارثية، حيث تلقى الجنرال كوينتوس سيرفيليوس كايبيو وجيشه الروماني هزيمة ساحقة من قبل الجرمانيين من الكيمبريون والتوتونيون. متجاهلاً المعتقدات الخرافية لجنوده، قيل إن لوكولوس قد ردَ على هذا الامر قائلاً، «حقًا، سأجعَل هذا اليَوم ايضاً محظوظًا للرومان.» 
يقترح المؤرخان كوان وهوك أن لوكولوس كان سينشر قوات الرومان في خَط بسيطة، أي سطر واحد، لذلك جعل واجهة الجيش واسعة قدر الإمكان كمواجهة لسلاح الخَيالة الأرميني. أخذ لوكولوس العديد من قواته إلى أسفل النهر، حيث كان النهر هو الأسهل للنزول، وفي وقت ما، اعتقد ديكرانوس أن هذه الخطوة تعني انسحاب لوكولوس من ساحة المعركة.
قرر لوكولوس في البداية توجيه هجوم مع المشاة، وهو تكتيك عسكري روماني قلل من مقدار الوقت الذي يمكن للعدو أن يستخدم فيه رماة السهام وفَصائل المشاة قبل الاشتباك القَريب. ومع ذلك، فقد قرر ضد هذا في اللحظة الأخيرة عندما أدرك أن القاذفات الأرمينية تشكل أكبر تهديد لرجاله، وأمر بدلاً من ذلك بشن هجوم مع سلاح الخَيالة الغالي والتراقي ضد الكاتافراكتس.
مع تركيز انتباه الكاتافراكتس في مكان آخر، شكل لوكولوس مجموعتين من أجل عَمل مناوره ثم أمرهم بمغادرة النهر. كان هدفه هو الالتفاف على الكاتافراكتس بالدوران عكس اتجاه عقارب الساعة حول التل ومهاجمتهم من الخَلف.
قاد لوكولوس المناورة بنفسه سيرًا على الأقدام، وعند وصوله إلى قمة التل، صرخ في وجه جنوده في محاولة لرفع معنوياتهم: «اليَوم هوَ لنا، اليَوم هو يَومُنا، رِفاقي الجنود!»  مع هذا، أعطى تعليمات خاصة إلى الأفواج لمهاجمة أرجل وفخذي الخيول، حيث كانت هذه المناطق الوحيدة التي لم تكن مدرعة من عِند الكاتافراكتس. هَجَمَ لوكولوس مَع جُنُده مِن المنحدرات وسرعان ما أثبتت أوامره أنها حاسمة: فوجأت الكاتافراكتس المُتثاقلة، وفي محاولاتهم للتحرر من مهاجميهم، انتقلوا إلى صفوف رجالهم حيث بدأت الصفوف في الانهيار.
بدأ المشاة، الذي كان يتألف أيضًا من العديد من غير الأرمن، في الانشقاق وانتشر الارتباك إلى بقية جسد جيش ديكرانوس. بينما كان الملك العظيم نفسه يَفر مع قطار أمتعته شمالًا، انحسر خط جيشه بالكامل.

### الخَسائر
إن الخسائر التي تم الإبلاغ عنها في صفوف جيش ديكرانوس هائلة، حيث قُدرت من 10.000 إلى ما يصل إلى 100.000 رجل. أحصى المؤرخ فليغون 5000 قتيل و 5000 أسير. أحصى أوروسيوس 30.000 خسارة، بينما زادها بلوتارخ إلى 100.000 قتيل مشاة وقضت قوة الخَيالة بأكملها باستثناء حفنة.
يقول بلوتارخ إنه على الجانب الروماني، «أصيب مائة فقط، وقتل خمسة فقط»،  على الرغم من أن هذه الأرقام المنخفضة غير واقعية إلى حد كبير. يعتقد المؤرخان كوان وهوك، مع اعتبار هذه الخسائر سخيفة، أنه من الواضح أن المعركة قد تم كسبها بخسائر غير مُتَكافئة.

## ما بَعدَ الواقعة
مع عدم وجود جيش للدفاع عن تيغرانوسيرتا، والجماهير الأجنبية التي فتحت ابوابها بابتهاج للرومان، بدأ جيش لوكولوس في نهب المدينة بالجملة. احترقت المدينة ن ونُهبت خزانة الملك، المقدرة بـ 210 آلف كيلوغرام،  وحصل كل جندي في الجيش على 800 دراخما. أسفرت المعركة أيضًا عن خسائر إقليمية فادحة: سقطت معظم الأراضي في إمبراطورية ديكرانوس الواقعة إلى الجنوب من طوروس تحت سيطرة روما.
على الرغم من الخسائر الفادحة التي تكبدها ديكرانوس، إلا أن المعركة لم تنه الحرب. في التراجع شمالًا، كان ديكرانوس وميثريداتس قادرين على مراوغة قوات لوكولوس، على الرغم من الخسارة مرة أخرى ضد الرومان خلال معركة أرتاكساتا. في عام 68، بدأت قوات لوكولوس في التمرد، متلهفة للعودة إلى الوطن، وسحبهم من أرمينيا في العام التالي.
تم تسليط الضوء على المعركة من قبل العديد من المؤرخين على وجه التحديد لأن لوكولوس تغلب على الصعاب العددية التي تواجه جيشه. علق الفيلسوف الإيطالي نيكولو مكيافيلي على المعركة في كتابه، فَن الحَرب، حيث انتقد الأعتماد الكبير لديكرانوس على سلاح الخَيالة بَدَلاً من المُشاة.

## المَراجع
1. ↑  Sherwin-White, Adrian N. (1994). "Lucullus, Pompey, and the East". في J. A. Crook؛ Andrew Lintott؛ Elizabeth Rawson (المحررون). The Cambridge Ancient History Volume 9: The Last Age of the Roman Republic, 146–43 BC. Cambridge: Cambridge University Press. ص. 241. ISBN:0-521-25603-8.
2. ↑  باللغة الأرمنية Manaseryan, Ruben. «Տիգրանակերտի ճակատամարտ Մ.Թ.Ա. 69» (Battle of Tigranakert, 69 BC). الموسوعة السوفيتية الأرمينية. vol. xi. Yerevan: الأكاديمية الأرمنية للعلوم, 1985, p. 700.
3. ↑  Bournoutian, George A. (2006). A Concise History of the Armenian People. Costa Mesa, CA: Mazda Publishers. ص. 31–32. ISBN:1-56859-141-1.
4. ↑  Sherwin-White. "Lucullus", p. 239.
5. ↑  فلوطرخس. Life of Lucullus, 25.5. نسخة محفوظة 2023-03-07 على موقع واي باك مشين.
6. ↑  Plutarch. Life of Lucullus, 26.1. نسخة محفوظة 2023-03-07 على موقع واي باك مشين.
7. ↑  أبيان. The Mithrdatic Wars, 12.84. نسخة محفوظة 2015-09-12 على موقع واي باك مشين.
8. ↑  Ball, Warwick (2001). Rome in the East: The Transformation of an Empire. London: RoutledgeCurzon. ص. 11, 452n. ISBN:0-415-24357-2.
9. ↑  Plutarch. Life of Lucullus, 27.1. نسخة محفوظة 2023-03-07 على موقع واي باك مشين.
10. ↑  Appian. The Mithrdatic Wars, . نسخة محفوظة 2021-05-19 على موقع واي باك مشين.
11. 1 2  Appian. The Mithrdatic Wars, . نسخة محفوظة 2021-05-19 على موقع واي باك مشين.
12. 1 2  Ueda-Sarson, Luke. Tigranocerta: 69 BC. June 20, 2004. Accessed June 12, 2008. نسخة محفوظة 2021-02-12 على موقع واي باك مشين.
13. ↑  فلوطرخس. Life of Lucullus, 27.2. نسخة محفوظة 2023-03-07 على موقع واي باك مشين.
14. ↑  Eutropius 6.9
15. ↑  Sherwin-White. "Lucullus", p. 240.
16. ↑  Cowan, Ross & Adam Hook (2007). Roman Battle Tactics 109BC-AD313. University Park, Il.: Osprey Publishing. ص. 41. ISBN:1-84603-184-2.
17. ↑  Plutarch. Life of Lucullus, 26.5. نسخة محفوظة 2023-03-07 على موقع واي باك مشين.
18. ↑  Memnon History of Heracleia, 38.4
19. ↑  Phlegon, fragment 12.10
20. ↑  Plutarch. Life of Lucullus, 27.4. نسخة محفوظة 2023-03-07 على موقع واي باك مشين.
21. ↑  Kurkjian, Vahan  [لغات أخرى]‏ (1958). A History of Armenia. New York: Armenian General Benevolent Union of America, p. 80. نسخة محفوظة 2023-03-07 على موقع واي باك مشين.
22. ↑  Chahin, Mack (2001). The Kingdom of Armenia. London: RoutledgeCurzon. ص. 201. ISBN:0-7007-1452-9.
23. ↑  Wilcox, Peter (1986). Rome's Enemies (3): Parthians and Sassanid Persians. University Park, Il.: Osprey Publishing. ص. 42–44. ISBN:0-85045-688-6.
24. ↑  The precise location of the battle has remained a source of dispute. Appian and Plutarch remark that the battlefield was close enough for the garrison commander of Tigranocerta to make out the figures of the armies; however, according to تي. رايس هولمز [الإنجليزية], the site of the battlefield was roughly sixteen miles to the southwest of the city. Holmes restricts the location of the battle to three contemporary sites: Arzen, Farkin, and Tell Ermen. See T. Rice Holmes, "Tigranocerta." Journal of Roman Studies, vol. vii, 1917, pp. 136–138. نسخة محفوظة 2020-10-10 على موقع واي باك مشين.
25. ↑  Plutarch. Life of Lucullus, 27.7. نسخة محفوظة 2023-03-07 على موقع واي باك مشين.
26. 1 2  Cowan and Hook. Roman Battle Tactics, p. 42.
27. ↑  Plutarch. Life of Lucullus, 27.5. One of Mithirdates' commanders, Taxilés, who accompanied Tigranes, informed the Armenian king that, "When these men are merely on the march, they do not put on gleaming armour, nor have their shields polished and helmets uncovered as they have now, taken the leather covers from their armour. No, this splendor means they are going to fight, and are now advancing on their enemies." Quoted in Cowan and Hook. Roman Battle Tactics, p. 42. نسخة محفوظة 2023-03-07 على موقع واي باك مشين.
28. ↑  Rice. "Tigranocerta", p. 136.
29. ↑  Plutarch. Life of Lucullus, 28.1–3. نسخة محفوظة 2023-03-07 على موقع واي باك مشين.
30. ↑  Plutarch. Life of Lucullus, 28.3. نسخة محفوظة 2023-03-07 على موقع واي باك مشين.
31. ↑  Plutarch. Life of Lucullus, 28.4. نسخة محفوظة 2023-03-07 على موقع واي باك مشين.
32. 1 2  Sherwin-White. "Lucullus", p. 241.
33. ↑  Plutarch. Life of Lucullus, 28.4–5. نسخة محفوظة 2023-03-07 على موقع واي باك مشين.
34. ↑  Orosius 6.7.6
35. ↑  Plutarch. Life of Lucullus, 28.6. نسخة محفوظة 2023-03-07 على موقع واي باك مشين.
36. ↑  Chahin. Kingdom of Armenia, p. 201.
37. ↑  Cowan and Hook. Roman Battle Tactics, p. 43.
38. ↑  Plutarch. Life of Lucullus, 29.3. نسخة محفوظة 2023-03-07 على موقع واي باك مشين.
39. ↑  Kurkjian. History of Armenia, p. 81.
40. ↑  باللغة الأرمنية Kurdoghlian, Mihran (1994). Badmoutioun Hayots, Volume I (History of the Armenians). Athens, Greece: Hradaragoutioun Azkayin Oussoumnagan Khorhourti, pp. 67–76.
41. ↑  Sherwin-White. "Lucullus", p. 243.
42. ↑  Machiavelli, Niccolò (2005). The Art of War. Chicago: University Of Chicago Press. ص. 40. ISBN:0-226-50046-2.

### المَصادر
- Olbrycht، Marek Jan (2020). "The Battle of Tigranokerta, Lucullus, and Cataphracts: A Re-Assessment". Mnemosyne: 1–36. DOI:10.1163/1568525X-bja10078.
- Armen, Herant K. (1940). Tigranes the Great: A Biography. Detroit: Avondale.
- Manandyan, Hakob. Tigranes II and Rome: A New Interpretation Based on Primary Sources. Trans. George Bournoutian. Costa Mesa, CA: Mazda Publishers, 2007.
- باللغة الأرمنية Manaseryan, Ruben. Տիգրան Մեծ՝ Հայկական Պայքարը Հռոմի և Պարթևաստանի Դեմ, մ.թ.ա. 94-64 թթ. (Tigran the Great: The Armenian Struggle Against Rome and Parthia, 94-64 B.C.). Yerevan: Lusakan Publishing, 2007.